# مبالمايو
مبالمايو هي مدينة تقع في منطقة المركز، الكاميرون.بلغ عدد سكان المدينة حوالي 60،091 نسمة.